# Waxworks
Waxworks è un videogioco di ruolo a tema horror prodotto dalla Horrorsoft e pubblicato dalla Accolade nel 1992. Ricevette numerose critiche per l'eccessiva violenza di alcune scene, soprattutto le morti orribili a cui può andare incontro il personaggio principale, che includono essere divorati da uno zombie, schiacciati da blocchi di marmo, o sgozzati.
Waxworks è anche conosciuto come Elvira 3, anche se in esso non è fatta menzione del personaggio di Elvira, in quanto propone un gameplay molto simile agli altri due titoli di Horrorsoft: Elvira: Mistress of the Dark e Elvira 2: The Jaws of Cerberus.

## Trama
Il giocatore impersona un discendente di un'antichissima famiglia, colpita dalla maledizione di una perfida strega di nome Ixona: tanto tempo fa, la strega venne punita con l'amputazione di una mano da un antenato del giocatore, per aver rubato una gallina. Per vendicarsi, ella lanciò una maledizione su tutti i futuri discendenti: ogni volta che sarebbero nati dei gemelli, uno di loro sarebbe stato costretto a servire il diavolo e a diventare malvagio per sempre.
La vicenda si sposta dunque al tempo recente: Boris, lo zio del protagonista, è morto da poco, e gli ha affidato in eredità il suo museo delle cere (il Waxworks del titolo). Arrivati lì, l'assistente personale di Boris consegna al giocatore una sfera di cristallo che gli consente di comunicare con lo spirito del defunto parente; questi gli affida una pericolosa missione: nel museo si trovano quattro sculture di cera, ognuna delle quali è un portale per una diversa epoca storica in cui si cela uno dei quattro gemelli malvagi nati nella famiglia. Il giocatore dovrà quindi viaggiare in queste epoche ed uccidere il gemello malvagio. Solo allora sarà possibile annullare la maledizione di Ixona, raggiungendo la sua epoca storica e uccidendola prima che completi il rituale.

## Modalità di gioco
Il gameplay è molto simile a un dungeon crawler: la visuale è in prima persona, e il movimento avviene "a scatti", utilizzando il mouse o la tastiera. Non mancano ovviamente le battaglie contro i nemici, che avvengono in tempo reale e consentono di mirare a parti specifiche del corpo: infatti, ogni nemico ha un suo punto debole, più facile da colpire rispetto alle altre parti. Ogni battaglia vinta comporterà un aumento di punti esperienza al vostro personaggio, finché questi non salirà di livello diventando più potente. I punti esperienza vengono guadagnati anche esplorando nuove zone o risolvendo enigmi.
Similmente a un'avventura grafica, ogni livello è pieno di oggetti di cui identificarne l'uso corretto, enigmi da risolvere, e rischi di morte. Tuttavia, in caso di difficoltà, si potrà utilizzare la sfera di cristallo per parlare con lo zio, consumando però Energia Psichica. Boris, oltre a consigliare e a spiegare alcune cose al giocatore, sarà in grado di guarire i danni subiti incantando oggetti specifici nell'inventario (papiri, cuori umani, ecc.).
Una volta completata un'epoca storica, i punti esperienza guadagnati vengono azzerati e tutti gli oggetti dell'inventario svaniscono.

## Epoche storiche

### Antico Egitto
Come dice la placca che spiega la storia della scultura di cera relativa, Ixona è riuscita addirittura a estendere la sua maledizione alle generazioni passate della famiglia, fino all'Antico Egitto. Il gemello da eliminare è il Gran Sacerdote, che praticava sacrifici umani di fanciulle all'interno di una gigantesca piramide in nome di Anubi. La piramide è piena di varie trappole, come un alligatore, serpenti, gas velenoso, tranelli spara frecce, e un macigno rotolante. Il nemico più comune è composto dai fedeli del Grande Sacerdote.

### Londra Vittoriana
Il gemello malvagio di quest'epoca è Jack lo Squartatore in persona, un perverso criminale che di notte uccideva tutte le donne che avessero la sfrontatezza di trovarsi da sole nei vicoli di Londra, tagliando loro la gola. Il giocatore dovrà riuscire a trovarlo, sfuggendo nel contempo ai poliziotti e alla folla inferocita. Per sconfiggere Jack, bisogna cercare di colpirlo, facendolo indietreggiare (cosa non facile visto che para molto bene quasi tutti i colpi che gli vengono sferrati) e poi annegare nel Tamigi. I nemici più comuni saranno la folla inferocita e la polizia, entrambi spinti ad attaccare assumendo erroneamente che il giocatore non sia un gemello, ma il vero Jack lo Squartatore.

### Cimitero Gotico
Il gemello malvagio è un negromante, Vladimir, che si è finto prete per stabilirsi in un tetro cimitero gotico. Per mezzo di un incantesimo, è riuscito a diventare immortale nutrendosi dell'essenza vitale di povere vittime, e trama di sollevare un esercito di non-morti, nonché di risvegliare anche i corpi dei gemelli buoni per sottometterli al suo volere. Il giocatore, il custode del cimitero in cerca della sua pala, dovrà ottenere il potere per sconfiggerlo proprio dai suoi parenti, cercando la cripta nella quale sono rinchiusi, ma il cimitero è infestato da zombie famelici, e Vladimir ha come "guardia del corpo" un terribile vampiro.

### Miniera
Il gemello malvagio da uccidere è un cultista, a cui è stata insegnata una formula segreta per rendere chiunque succube del suo volere e trasformarlo al contempo in un essere superiore. Tuttavia, l'uso prolungato della formula ha trasformato sia lui che i suoi schiavi in esseri metà uomo e metà pianta, costretti a nascondersi agli occhi della gente in una miniera abbandonata. Il cultista è diventato inoltre un mostro orribile, ormai rimasto immobile e bloccato in una pozza d'acqua stagnante dove riceve come nutrimento vittime prese dal villaggio vicino. Il giocatore deve attraversare i cunicoli bui di questa miniera, facendo attenzione ai mutanti e soprattutto alle piante pericolose che la infestano. In questo caso, il protagonista fa parte di una squadra d'ispezione che deve fare un rapporto sulla miniera, e può anche trovare una maschera a gas.

### La Strega
Dopo aver sconfitto i quattro gemelli malvagi dalle quattro epoche storiche, è giunta l'ora della resa dei conti finale: la battaglia con la strega Ixona. Lo zio dona al giocatore quattro oggetti appartenuti ai quattro gemelli malvagi appena sconfitti, e spiega come la loro morte renda possibile l'uso dei loro oggetti senza venire influenzati dal loro potere malvagio: l'amuleto di Anubi, il coltello di Jack, l'anello di Vladimir, e il veleno che usciva dalla parte vegetale del cultista. Dopo aver ottenuto una balestra nell'epoca, bisognerà indossare l'amuleto per divenire immuni alla magia della strega, sparare un colpo della balestra per accecarla, lanciarle il veleno per confonderla, e in ultimo, usare il coltello di Jack per finirla. Infine, ritornati all'epoca di origine, si potrà utilizzare l'anello di Vladimir per far svegliare il gemello, il quale tornerà normale.